# Stipagrostis libyca
Stipagrostis libyca là một loài thực vật có hoa trong họ Hòa thảo. Loài này được (H.Scholz) H.Scholz miêu tả khoa học đầu tiên năm 1969.